# Alexander De Croo
Alexander De Croo (født 3. november 1975 i Vilvoorde, Vlaams-Brabant) er en belgisk forretningsmand og politiker i det flamske liberale parti Open VLD og siden 1. oktober 2020 Belgiens premierminister. Han efterfølger Sophie Wilmès. 
De Croo er født i Vilvoorde i Vlaams-Brabant og uddannet handelsingeniør ved Vrije Universiteit Brussel 1998, inden han fik en MBA ved Northwestern University i USA i 2004. Han arbejdede for Boston Consulting Group, inden han startede sin egen virksomhed Darts-ip i 2006. De Croo blev aktiv i det politiske parti Open Vlaamse Liberalen en Democraten (Open VLD), som han var formand for fra 2009 til 2012. Fra 2012 til 2020 var De Croo Belgiens vicepremierminister i Elio Di Rupos, Charles Michels og Sophie Wilmès' regeringer.
I sin tid som vicepremierminister fungerede han som pensionsminister fra 2012 til 2014, som minister for udviklingssamarbejde fra 2014 til 2020 og som finansminister fra 2018 til 2020. Den 1. oktober 2020, over et år efter parlamentsvalget i 2019, blev De Croo-regeringen dannet med De Croo som premierminister som efterfølger for Wilmès' mindretalsregering.